# Silba pallicarpa
Silba pallicarpa är en tvåvingeart som först beskrevs av Mario Bezzi 1920.  Silba pallicarpa ingår i släktet Silba och familjen stjärtflugor.
Artens utbredningsområde är Filippinerna. Inga underarter finns listade i Catalogue of Life.